# Schloss Dunois

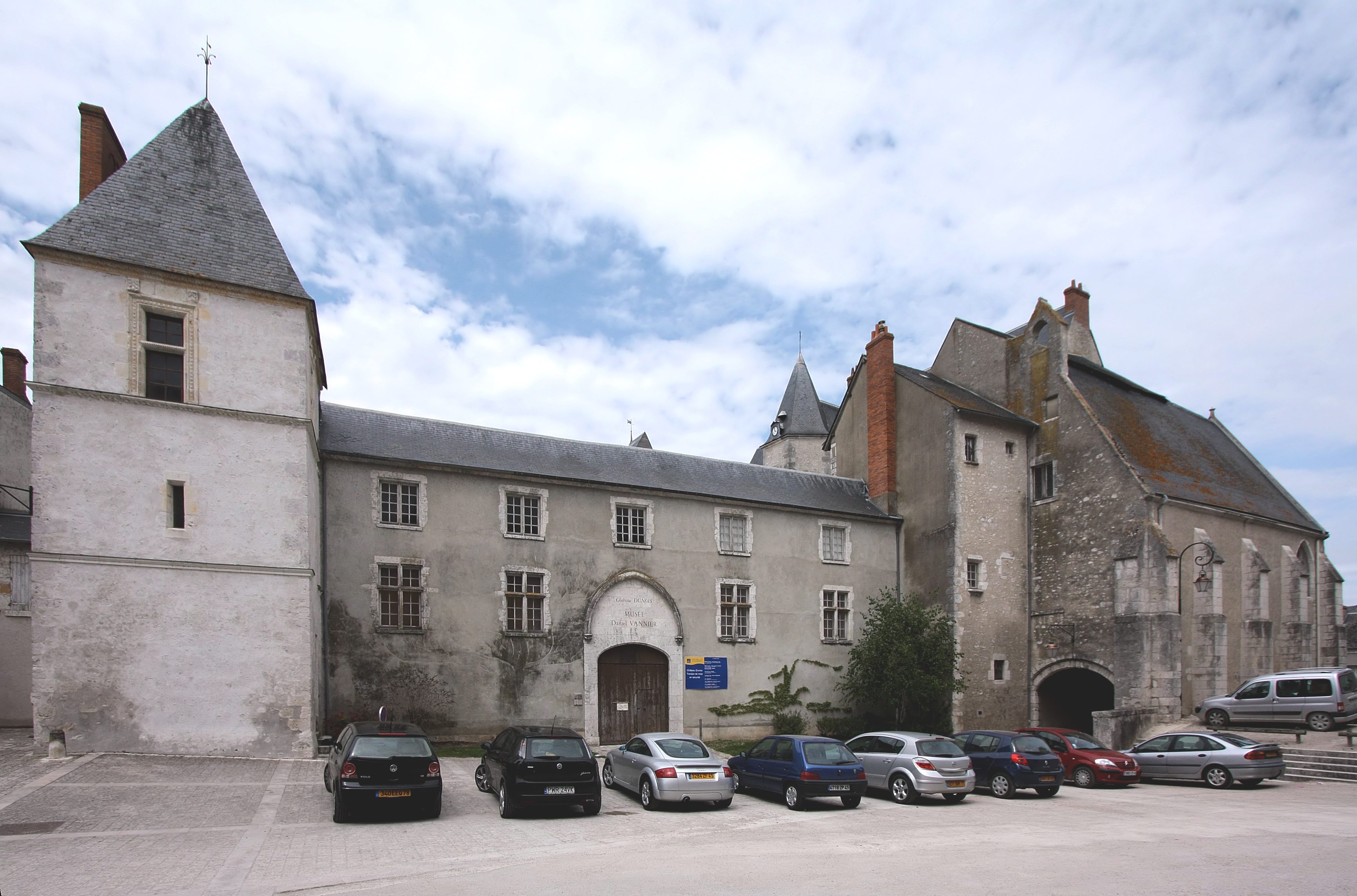
Schloss Dunois – Zugangsseite (2009)

Das Schloss Dunois (französisch Château Dunois) steht im Zentrum der französischen Gemeinde Beaugency im Département Loiret der Region Centre-Val de Loire, rund 20 Kilometer (Luftlinie) westlich von Orléans. Das Bauwerk wurde im Jahre 1925 als Monument historique eingestuft.

## Geschichte
Zu den vielen historischen, öffentlichen und kirchlichen Gebäuden von Beaugency gehört die imposante, aus einem 36 Meter hohen Donjon bestehende mittelalterliche Burg. In nur geringer Entfernung zum aus dem 11. Jahrhundert stammenden Festungsbauwerk ließ Jean de Dunois, der ehemalige Waffengefährte Jeanne d’Arcs und häufig der Bastard von Orléans (französisch Bâtard d’Orléans) genannt, das nach ihm benannte Schloss errichten, nachdem er durch seine Heirat mit Marie d’Harcourt Burgherr von Beaugency geworden war. Er lebte von 1440 bis 1457 im Schloss, bevor er Châteaudun zu seiner Residenz machte. Bis 1789 gehörte das Schloss der Familie Dunois-Longueville, danach stand es leer.

## Nutzung
Nachdem es zunächst als Armenasyl und später als Ferienkolonie des Départements genutzt worden war, brachte man schließlich das Musée de l’Orléanais, ein Regionalmuseum für Kunst und Tradition im dreistöcken Flügel der Schlossanlage unter. Außer verschiedenen Sammlungen über das Brauchtum in Orléans und Umgebung sind Erinnerungsstücke des Schriftstellers Eugène Sue zu sehen.

## Architektur
Das Schloss Dunois ist eine typische Stadtresidenz des 16. Jahrhunderts mit geteilten Fenstern und einem Treppentürmchen aus dem 14./15. Jahrhundert. Blickfang des Innenhofes ist der sechseckige Treppenturm, der die Innenräume des ehemaligen Wohntrakts (Corps de Logis) erschließt. Die Räumlichkeiten wurden im Verlauf der letzten zwei Jahrhunderte radikal verändert, und nur einige Wandkamine sowie die Dachräume mit ihrem Gebälk sind noch weitgehend im Originalzustand erhalten.